# Vlajka Petrohradu

Vlajka Petrohradu
Poměr stran: 2:3

Vlajka Petrohradu, jednoho z federálních měst Ruské federace, je tvořena červeným listem o poměru stran 2:3 (ratifikace zasedání Sovětu lidových zástupců Sankt-Petěrburgu 8. června 1992) nebo 1:2 (statut města z 14. ledna 1998) – poměr 2:3 je vidět častěji. Uprostřed listu jsou dvě zkřížené bílé kotvy (mořská se dvěma a říční se čtyřmi háky), doplněné (přes ně položeným) žlutým žezlem, zakončeným dvouhlavým orlem.

## Historie
Oblast dnešního Petrohradu u řeky Něvy patřila od 17. století Švédsku. Během Severní války založil 27. (16.jul.) května 1703 Petr Veliký na Zaječím ostrově základy Petropavlovské pevnosti. Město (nazvané podle svého patrona sv. Petra – Sankt-Petěrburg) se roku 1712 stalo hlavním městem Ruského carství.
Pro petrohradský pluk byl roku 1712 použit červený plukovní prapor, na který byl použit jeden z emblémů z knihy „Symboly a emblémy". Tato kniha, vydaná roku 1705 v Amsterdamu (v ruštině), obsahovala množství vyobrazení různých figur a v Rusku sloužila jako zdroj plukovních či městských znaků. Symbol, umístěný v horním rohu červeného listu petrohradského pluku, byl tvořen zlatě planoucím srdcem pod korunou a stříbrným pláštěm, s palmovými ratolestmi položenými pod ně (není obrázek). Srdce neobsahovalo (na rozdíl od předlohy) klíčovou dírku. Později byl znak Petrohradu několikrát pozměněn.
V roce 1924 (po smrti Vladimira Iljiče Lenina) byl Petrohrad přejmenován na Leningrad, k původnímu názvu se město vrátilo až v roce 1991, po rozpadu Sovětského svazu.
8. června 1992 byla, na zasedání Sovětu lidových zástupců Sankt-Petěrburgu, přijata (usnesením č. 96, „Nařízením o vlajce Sankt-Petěrsburgu") nová vlajka města o poměru stran 2:3.
14. ledna 1998 byl přijat „Statut města", kde je v článku č. 6 stanoven poměr stran vlajky 1:2.
V roce 2000 byla navržena několika poslanci Zákonodárného shromáždění nová vlajka, tvořená bílým, úhlopříčným křížem na červeném listu. Tento návrh však nebyl přijat (není obrázek).